# Brent Haygarth
Brent Haygarth (Durban, 27 december 1967) is een voormalig Zuid-Afrikaans tennisser die tussen 1988 en 2002 uitkwam in het professionele circuit. Haygarth was vooral succesvol in het dubbelspel met zes ATP-toernooi overwinningen en zes finaleplaatsen.

## Palmares
| Legenda                       | Legenda               |
| ----------------------------- | --------------------- |
| Grand Slam                    |                       |
| Olympische Spelen             |                       |
| tot 2009                      | vanaf 2009            |
| Tennis Masters Cup            | ATP Finals            |
| ATP Masters Series            | ATP Tour Masters 1000 |
| ATP International Series Gold | ATP Tour 500          |
| ATP International Series      | ATP Tour 250          |

### Dubbelspel
| Nr.                           | Datum             | Toernooi            | Ondergrond | Partner              | Tegenstanders in finale            | Score            | Details |
| ----------------------------- | ----------------- | ------------------- | ---------- | -------------------- | ---------------------------------- | ---------------- | ------- |
| Gewonnen finales heren dubbel |                   |                     |            |                      |                                    |                  |         |
| 1.                            | 3 april 1994      | ATP Johannesburg    | Hardcourt  | Marius Barnard       | Ellis Ferreira Grant Stafford      | 6-3, 7-5         | Details |
| 2.                            | 6 augustus 1995   | ATP Los Angeles     | Hardcourt  | Kent Kinnear         | Scott Davis Goran Ivanišević       | 6-4, 7-6         | Details |
| 3.                            | 21 april 1996     | ATP Bermuda         | Gravel     | Jan Apell            | Pat Cash Patrick Rafter            | 3-6, 6-1, 6-3    | Details |
| 4.                            | 23 juni 1996      | ATP Bologna         | Gravel     | Christo van Rensburg | Karim Alami Gábor Köves            | 6-1, 6-4         | Details |
| 5.                            | 3 mei 1998        | ATP Atlanta         | Gravel     | Ellis Ferreira       | Alex O'Brien Richey Reneberg       | 6–3, 0–6, 6–2    | Details |
| 6.                            | 10 oktober 1999   | ATP Bazel           | Tapijt (i) | Aleksandar Kitinov   | Jiří Novák David Rikl              | 0-6, 6-4, 7-5    | Details |
| Verloren finales heren dubbel |                   |                     |            |                      |                                    |                  |         |
| 1.                            | 14 juni 1992      | ATP Florence        | Gravel     | Royce Deppe          | Marcelo Filippini Luiz Mattar      | 4-6, 7-6, 4-6    | Details |
| 2.                            | 2 februari 1997   | ATP Zagreb          | Tapijt(i)  | Mark Keil            | Sasa Hirszon Goran Ivanišević      | 4-6, 3-6         | Details |
| 3.                            | 15 februari 1998  | ATP St. Petersburg  | Tapijt(i)  | Marius Barnard       | Nicklas Kulti Mikael Tillström     | 6-3, 3-6, 6-7(3) | Details |
| 4.                            | 23 mei 1999       | ATP Sankt Pölten    | Gravel     | Robbie Koenig        | Andrew Florent Andrej Olchovski    | 7-5, 4-6, 5-7    | Details |
| 5.                            | 20 juni 1999      | ATP Nottingham      | tráva      | Marius Barnard       | Patrick Galbraith Justin Gimelstob | 7-5, 5-7, 3-6    | Details |
| 6.                            | 16 september 2001 | ATP Costa do Sauípe | Hardcourt  | Gastón Etlis         | Enzo Artoni Daniel Melo            | 3-6, 6-1, 6-7(5) | Details |

## Prestatietabel
| Legenda | Legenda                          |
| ------- | -------------------------------- |
| g.t.    | geen toernooi gehouden           |
| l.c.    | lagere categorie                 |
| –       | niet deelgenomen                 |
| G       | uitgeschakeld in de groepsfase   |
| 1R      | uitgeschakeld in de eerste ronde |
| 2R      | uitgeschakeld in de tweede ronde |
| 3R      | uitgeschakeld in de derde ronde  |
| 4R      | uitgeschakeld in de vierde ronde |
| KF      | uitgeschakeld in de kwartfinale  |
| HF      | uitgeschakeld in de halve finale |
| F       | de finale verloren               |
| W       | het toernooi gewonnen            |
| w-v     | winst/verlies-balans             |

### Prestatietabel grand slam, dubbelspel
| Toernooi        | 1991 | 1992 | 1993 | 1994 | 1995 | 1996 | 1997 | 1998 | 1999 | 2000 | 2001 |
| --------------- | ---- | ---- | ---- | ---- | ---- | ---- | ---- | ---- | ---- | ---- | ---- |
| Australian Open | –    | –    | 1R   | –    | 1R   | 1R   | 1R   | 1R   | 2R   | 1R   | 1R   |
| Roland Garros   | –    | –    | 1R   | 2R   | 2R   | 2R   | 1R   | 1R   | 1R   | 1R   | 2R   |
| Wimbledon       | 3R   | –    | 2R   | KF   | 1R   | 1R   | 2R   | –    | 1R   | 2R   | 1R   |
| US Open         | –    | 2R   | 1R   | 2R   | –    | 1R   | 1R   | 2R   | KF   | 3R   | 1R   |